# Sân bay quốc tế Roschino

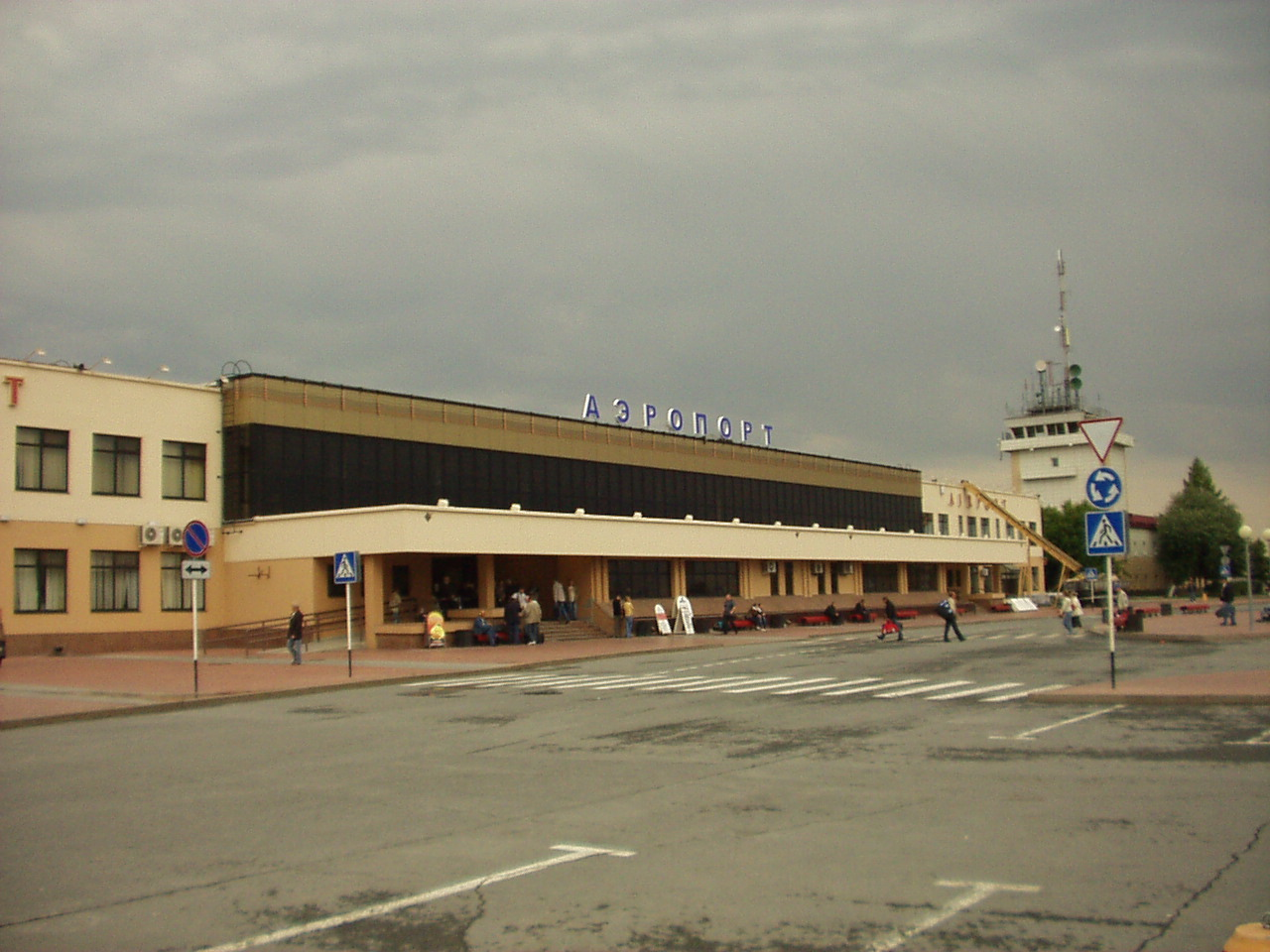
Sân bay quốc tế Roschino

Sân bay quốc tế Roschino (IATA: TJM, ICAO: USTR) là một sân bay ở tỉnh Tyumen, Nga, 13 km về phía tây của Tyumen. Sân bay này có 2 đường băng, có thể phục vụ máy bay lớn.

## Các hãng hàng không và các tuyến điểm
- Aeroflot (Moscow-Sheremetyevo)
- Gazpromavia (Yamburg)
- Rossiya (Saint Petersburg)
- Sky Express (Moscow-Vnukovo)
- Yamal Airlines (Moscow-Domodedovo, Nadym, Novy Urengoy, Salekhard)